# Stevenson Ranch, Kalifornien
Stevenson Ranch är en ort (CDP) i Los Angeles County, i delstaten Kalifornien, USA. Enligt United States Census Bureau har orten en folkmängd på 17 557 invånare (2010) och en landarea på 16,5 km².